# マクルード
マクルード（アラビア語: مقروض, maqrūḍ）は、マグリブ地方の菓子。ナツメヤシやナッツ類、アーモンド入りのクッキーで、ダイヤモンドの形をしているのが特徴である。マクルードという名前も、この形に由来する。マクルートとも呼ばれる。
生地は、セモリナ粉と小麦粉を合わせてつくる。このブレンドが独特の触感や風味のもととなる。加熱方法は油で揚げるか、オーブンで焼く。
マグリブ地方では人気の菓子で、多くのバリエーションがある。ダイヤモンド形をしていること以外、伝統的なマクルードとはあまり共通点がないようなものもある。アルジェリアでは、アーモンドのペーストを練り込むこともある。
アルジェリアでは、イード・アル＝フィトル（ラマダーン明けの大祭）でナツメヤシや蜂蜜入りのマクルードがよく提供される。

## 作り方
セモリナ粉の生地にナッツ類を入れてつくる。デグレノール種のナツメヤシが使われることが多い。それから生地を延ばし、ダイヤモンド形に切り分け、油で揚げるかオーブンで焼く。最後に甘いシロップにひたす。